# Kaiseijo
 (août 2025).
Si vous disposez d'ouvrages ou d'articles de référence ou si vous connaissez des sites web de qualité traitant du thème abordé ici, merci de compléter l'article en donnant les références utiles à sa vérifiabilité et en les liant à la section « Notes et références ».
Kaiseijo (Kaiseisho) était un institut d'enseignement et de recherche en études occidentales, créé par le shogunat d'Edo en 1863.

## Aperçu
L'Institut de recherche Bansho, qui dispensait une éducation occidentale telle que Rangaku et Eigaku aux enfants des serviteurs du shogun, ainsi que des services de traduction, fut renommé Western Books Research Institute en 1862. Cet institut de recherche Bansho a été utilisé comme analogie, et après le changement de nom, l'organisation a été élargie et le « Kaisei-jo » a été créé le 11 octobre 1863.
À l'automne 1864, les règlements de l'école Kaisei furent établis et les règlements académiques furent calqués sur ceux des écoles européennes et américaines, et les matières enseignées étaient le néerlandais, l'anglais, le français, l'allemand et le russe, l'astronomie, la géographie, l'économie, mathématiques, produits, chimie, instruments, peinture, typographie. 
Elle fut temporairement fermée en raison de la dissolution du shogunat, mais elle fut réquisitionnée par le nouveau gouvernement Meiji en même temps que l'école de médecine, elle fut relancée sous le nom d'école Kaisei dirigée par le gouvernement. L'école Kaisei a ensuite fusionné avec la faculté de médecine  Tokyo Igakko, le successeur de l'école de médecine, et l'(ancienne) université de Tokyo a été créée. L'école Kaisei est donc considérée comme l'origine de l'actuelle université de Tokyo.
On dit que le mot « kaiser 開成 » est basé sur « kaibutsu chengmu 開物成務: cultiver et éclairer toutes choses, et accomplir tous les devoirs » dans le « Yi Jing  Jiji Shangden 繋辞上伝 ». L’objectif n’est pas seulement d’étudier la traduction, mais aussi de relier l’étude à la pratique. Une institution du même nom est Kaisei-jo, qui a été créée en 1864 en tant que l'écoles européennespour le domaine de Satsuma, et ses instructeurs comprennent Manjiro Nakahama et Mitsuru Maejima.
Yoshinari Hatakeyama (samouraï du domaine Satsuma), qui devint plus tard le premier directeur de l'école Kaisei de Tokyo, étudia également dans cette école Kaisei (domaine Satsuma) avant d'être envoyé par le domaine étudier en Angleterre. Les matières comprenaient l'acquisition de techniques et d'études occidentales avancées, notamment l'anglais et le néerlandais, ainsi que l'artillerie navale, Heihō les tactiques militaires, les mathématiques, la physique, la médecine, la géographie, l'astronomie, l'arpentage et la navigation.
En 1866 (première année de Keio), le domaine de Satsuma envoya une délégation de quatre personnes et de 15 étudiants étrangers en Angleterre pour étudier à l'Université de Londres, mais en les sélectionnant, ils se concentraient sur des personnes exceptionnelles de Kaiseijo Selected.